# Grande Prêmio do Catar de Motovelocidade
O Grande Prêmio do Catar (português brasileiro) ou Grande Prémio do Catar (português europeu) (em árabe: جائزة قطر الكبرى للدراجات النارية‎) é um evento motorciclístico que faz parte da temporada MotoGP.
A sua estreia aconteceu em 2004 e desde aí que tem sido parte do calendário de forma regular, sempre no circuito de Lusail. Desde 2007 que tem sido a prova de abertura do campeonato.
Em 2008, foi o palco da primeira corrida noturna na historia do MotoGP e continua a ser a única a ser disputada nesta condição em todo o calendário MotoGP.
A edição de 2020 ficou marcada pelo cancelamento da corrida de MotoGP, já perto data da prova. Devido à pandemia de COVID-19, as autoridades locais aplicaram restrições a passageiros provenientes de Itália, o que afectou varias equipas do escalão principal, pelo que apenas competiram as categorias de Moto2 e Moto3, uma vez que as equipas já se encontravam no local, onde cumpriram os testes.

## Vencedores do Grande Prêmio do Catar de MotoGP
| Ano  | Pista  | Moto3             | Moto3      | Moto2               | Moto2      | MotoGP                                  | MotoGP                                  | Resumo   |
| Ano  | Pista  | Piloto            | Fabricante | Piloto              | Fabricante | Piloto                                  | Fabricante                              | Resumo   |
| ---- | ------ | ----------------- | ---------- | ------------------- | ---------- | --------------------------------------- | --------------------------------------- | -------- |
| 2024 | Lusail | David Alonso      | CFMoto     | Alonso López        | Boscoscuro | Francesco Bagnaia                       | Ducati                                  | Detalhes |
| 2023 | Lusail | Jaume Masià       | Honda      | Fermín Aldeguer     | Boscoscuro | Fabio Di Giannantonio                   | Ducati                                  | Detalhes |
| 2022 | Lusail | Andrea Migno      | Honda      | Celestino Vietti    | Kalex      | Enea Bastianini                         | Yamaha                                  | Detalhes |
| 2021 | Lusail | Jaume Masiá       | KTM        | Sam Lowes           | Kalex      | Maverick Viñales                        | Yamaha                                  | Detalhes |
| 2020 | Lusail | Albert Arenas     | KTM        | Tetsuta Nagashima   | Kalex      | Cancelado devido à pandemia de COVID-19 | Cancelado devido à pandemia de COVID-19 | Detalhes |
| 2019 | Lusail | Kaito Toba        | Honda      | Lorenzo Baldassarri | Kalex      | Andrea Dovizioso                        | Ducati                                  | Detalhes |
| 2018 | Lusail | Jorge Martín      | Honda      | Francesco Bagnaia   | Kalex      | Andrea Dovizioso                        | Ducati                                  | Detalhes |
| 2017 | Lusail | Joan Mir          | Honda      | Franco Morbidelli   | Kalex      | Maverick Viñales                        | Yamaha                                  | Detalhes |
| 2016 | Lusail | Niccolò Antonelli | Honda      | Thomas Lüthi        | Kalex      | Jorge Lorenzo                           | Yamaha                                  | Detalhes |
| 2015 | Lusail | Alexis Masbou     | Honda      | Jonas Folger        | Kalex      | Valentino Rossi                         | Yamaha                                  | Detalhes |
| 2014 | Lusail | Jack Miller       | KTM        | Esteve Rabat        | Kalex      | Marc Márquez                            | Honda                                   | Detalhes |
| 2013 | Lusail | Luis Salom        | KTM        | Pol Espargaró       | Kalex      | Jorge Lorenzo                           | Yamaha                                  | Detalhes |
| 2012 | Lusail | Maverick Viñales  | FTR Honda  | Marc Márquez        | Suter      | Jorge Lorenzo                           | Yamaha                                  | Detalhes |
| Ano  | Pista  | 125 cc            | 125 cc     | Moto2               | Moto2      | MotoGP                                  | MotoGP                                  | Resumo   |
| Ano  | Pista  | Piloto            | Fabricante | Piloto              | Fabricante | Piloto                                  | Fabricante                              | Resumo   |
| 2011 | Lusail | Nicolás Terol     | Aprilia    | Stefan Bradl        | Kalex      | Casey Stoner                            | Honda                                   | Detalhes |
| 2010 | Lusail | Nicolás Terol     | Aprilia    | Shoya Tomizawa      | Suter      | Valentino Rossi                         | Yamaha                                  | Detalhes |
| Ano  | Pista  | 125 cc            | 125 cc     | 250 cc              | 250 cc     | MotoGP                                  | MotoGP                                  | Resumo   |
| Ano  | Pista  | Piloto            | Fabricante | Piloto              | Fabricante | Piloto                                  | Fabricante                              | Resumo   |
| 2009 | Lusail | Andrea Iannone    | Aprilia    | Héctor Barberá      | Aprilia    | Casey Stoner                            | Ducati                                  | Detalhes |
| 2008 | Lusail | Sergio Gadea      | Aprilia    | Mattia Pasini       | Aprilia    | Casey Stoner                            | Ducati                                  | Detalhes |
| 2007 | Lusail | Héctor Faubel     | Aprilia    | Jorge Lorenzo       | Aprilia    | Casey Stoner                            | Ducati                                  | Detalhes |
| 2006 | Lusail | Alvaro Bautista   | Aprilia    | Jorge Lorenzo       | Aprilia    | Valentino Rossi                         | Yamaha                                  | Detalhes |
| 2005 | Lusail | Gabor Talmacsi    | KTM        | Casey Stoner        | Aprilia    | Valentino Rossi                         | Yamaha                                  | Detalhes |
| 2004 | Lusail | Jorge Lorenzo     | Derbi      | Sebastian Porto     | Aprilia    | Sete Gibernau                           | Honda                                   | Detalhes |

### Múltiplas Vitórias (pilotos)
| Nº Vit | Piloto           | Vitórias  | Vitórias               |
| Nº Vit | Piloto           | Categoria | Ano Vitórias           |
| ------ | ---------------- | --------- | ---------------------- |
| 6      | Jorge Lorenzo    | MotoGP    | 2012, 2013, 2016       |
| 6      | Jorge Lorenzo    | 250 cc    | 2006, 2007             |
| 6      | Jorge Lorenzo    | 125 cc    | 2004                   |
| 5      | Casey Stoner     | MotoGP    | 2007, 2008, 2009, 2011 |
| 5      | Casey Stoner     | 250 cc    | 2005                   |
| 4      | Valentino Rossi  | MotoGP    | 2005, 2006, 2010, 2015 |
| 3      | Maverick Viñales | MotoGP    | 2017, 2021             |
| 3      | Maverick Viñales | Moto3     | 2012                   |
| 2      | Nicolás Terol    | 125 cc    | 2010, 2011             |
| 2      | Marc Márquez     | MotoGP    | 2014                   |
| 2      | Marc Márquez     | Moto2     | 2012                   |
| 2      | Andrea Dovizioso | MotoGP    | 2018, 2019             |
| 2      | Jaume Masià      | Moto3     | 2021, 2023             |
| 2      | Jaume Masià      | MotoGP    | 2024                   |
| 2      | Jaume Masià      | Moto2     | 2018                   |

### Múltiplas Vitórias (construtores)
| Nº Vit | Piloto     | Vitórias  | Vitórias                                                         |
| Nº Vit | Piloto     | Categoria | Ano Vitórias                                                     |
| ------ | ---------- | --------- | ---------------------------------------------------------------- |
| 12     | Aprilia    | 250 cc    | 2004, 2005, 2006, 2007, 2008, 2009                               |
| 12     | Aprilia    | 125 cc    | 2006, 2007, 2008, 2009, 2010, 2011                               |
| 11     | Kalex      | Moto2     | 2011, 2013, 2014, 2015, 2016, 2017, 2018, 2019, 2020, 2021, 2022 |
| 10     | Honda      | MotoGP    | 2004, 2011, 2014                                                 |
| 10     | Honda      | Moto3     | 2015, 2016, 2017, 2018, 2019, 2022, 2023                         |
| 9      | Yamaha     | MotoGP    | 2005, 2006, 2010, 2012, 2013, 2015, 2016, 2017, 2021             |
| 8      | Ducati     | MotoGP    | 2007, 2008, 2009, 2018, 2019, 2022, 2023, 2024                   |
| 5      | KTM        | Moto3     | 2013, 2014, 2020, 2021                                           |
| 5      | KTM        | 125cc     | 2005                                                             |
| 2      | Suter      | Moto2     | 2010, 2012                                                       |
| 2      | Boscoscuro | Moto2     | 2023, 2024                                                       |

1. ↑  «MotoGP: First two races of 2020 season in Qatar & Thailand cancelled because of coronavirus». BBC Sport (em inglês). 2 de março de 2020